# Intervenção militar dos Estados Unidos na Líbia (2015–2019)
A intervenção militar estadunidense na Líbia ocorreu entre 2015 e 2019, com os Estados Unidos realizando uma série de bombardeamentos aéreos e ataques aéreos com drones para ajudar o Governo do Acordo Nacional a eliminar a presença do Estado Islâmico na região.

## Ataque aéreo em Derna
Em 15 de novembro de 2015, os Estados Unidos lançaram um ataque aéreo em Derna, matando o líder do Estado Islâmico, Abu Nabil al-Anbari. Abu Nabil anteriormente liderou operações em território iraquiano ao lado da al-Qaeda do Iraque de 2004 a 2010. Este bombardeio  marcou a primeira vez que uma ação militar dos Estados Unidos foi usada contra o Estado Islâmico fora da Síria e do Iraque, ocorrendo em simultâneo à Batalha de Derna.

## Ataque aéreo de fevereiro de 2016
Em 19 de fevereiro de 2016, os Estados Unidos realizaram uma série de bombardeios em Sabratha. Os estadunidenses alegaram que a incursão teve como alvo os campos de treinamento do Estado Islâmico. Os bombardeamentos aéreos mataram Noureddine Chouchane, um residente tunisiano que foi acusado de ter ligações com o atentado de Sousse em 2015, na Tunísia. O Pentágono divulgaria posteriormente uma declaração em que alega que a intenção era enfraquecer as chances do Estado Islâmico de continuar construindo novos campos de treinamento e a capacidade de recrutar novos membros.

## Operação Odyssey Lightning
Em 2 de agosto de 2016, o Pentágono divulgou uma declaração anunciando que os Estados Unidos começarão a colaborar com o Governo do Acordo Nacional da Líbia em um esforço para libertar a cidade de Sirte dos grupos afiliados ao Estado Islâmico que capturaram a cidade em março de 2015. Os Estados Unidos asseguraram que isso seria feito a pedido do governo líbio e que eram necessários para permitir que as forças líbias tivessem vantagens estratégicas para uma ofensiva. As operações começaram um dia antes dos anúncios com bombardeios estratégicos em torno de Sirte.
Os Estados Unidos continuaram com os ataques aéreos e apoio militar de agosto a dezembro.
Originalmente, as forças líbias deveriam liderar a ofensiva, enquanto os caças AV-8B Harrier e os helicópteros de ataque AH-1W Super Cobra bombardeariam os redutos dos militantes dentro da cidade. No entanto, de acordo com os comandantes de campo estadunidenses, as forças do Governo do Acordo Nacional ficariam "sobrecarregadas" tentando entrar em Sirte e tornariam-se desesperadamente necessitadas de apoio mais intenso. Os Estados Unidos concederam permissão para que os caças usassem ataques com armas defensivas contra os militantes.
Em 6 de dezembro de 2016, as forças líbias e as Forças Especiais dos Estados Unidos libertaram oficialmente a cidade de Sirte.

## Ataques aéreos de janeiro de 2017
De 1 a 2 de janeiro de 2017, os Estados Unidos atacaram vários campos de treinamento do Estado Islâmico a oeste de Sirte. Bombardeiros B-2 Spirit foram usados nos bombardeios, que resultaram em mais de 80 militantes mortos. Os bombardeamentos aéreos foram destinados a atingir altos membros do grupo jihadista e conspiradores externos.